# 安中路
安中路為台灣台南市的東西向主要道路之一，位於台南市安南區，此路為橫貫安南區各聚落之重要道路，安南區大部分公共行政機關多設於此路。東起安南區安和路叉路，北至安南區城安路前之正統鹿耳門聖母廟，全長約9.7公里。而台南市道路編號方面，安中路一段為140；安中路二段至六段為14。

## 行經行政區域
- 安南區

## 沿途地標及設施
| - 一段： - 大愛公園 - 慈雲公園 - 台南市公共自行車-YouBike2.0慈雲公園 - 台南市公有零售市場和順市場 - 台南市公共自行車-YouBike2.0和順市場 - 台南市政府警察局第三分局安中派出所 - 二段： - 台江文化中心 - 台南市公共自行車-YouBike2.0台江文化中心 - 台南市台南地區農會 - 台南市安南區公所 - 台南市安南區戶政事務所 - 台南市立圖書館安南分館 - 三段： - 台南安南郵局台南36支局 - 台南市政府稅務局安南分局 - 台南市立安南國民中學 - 台南市安南區地政事務所 - 台南市安南區海東國民小學（页面存档备份，存于） | - 五段： - 台南市立土城高級中學（页面存档备份，存于） - 台南市公共自行車-YouBike2.0土城高中 - 六段： - 台南土城郵局台南39支局 - 台南市立圖書館土城分館 - 鹿耳門公園 - 土城聖母廟夜市 - 正統鹿耳門聖母廟 |

## 分段
- 一段：安和路－怡安路
- 二段：怡安路－海佃路
- 三段：海佃路－本原街
- 四段：本原街－本田路－無名橋（曾文溪大排水溝）
- 五段：無名橋－北汕尾三路
- 六段：北汕尾三路－城安路

## 本路段客運
- 市區公車[2]

| 編號 | 路線                                   | 本路段公車站                            |
| ---- | -------------------------------------- | --------------------------------------- |
| 3    | 海東國小－德高國小／復興國中／全福新城 | 海東國小－安中路三段                    |
| 7    | 公園北路－台糖安南學苑                 | 安中路一段－海東國小                    |
| 10   | 臺南轉運站－鹿耳門天后宮               | 海東國小－本淵寮                        |
| 11   | 大成路口－城西里                       | 安中路一段－安南區公所 海東國小－土城子 |
| 18   | 國民路／西門健康立體停車場－和順轉運站 | 慈雲公園（繞駛）                        |
| 904  | 永康臨時轉運站－鹿耳門天后宮／四草     | 台江文化中心－海東國小 淵中里－農場     |

- 幹支線公車[2]

| 編號 | 路線                                   | 本路段公車站                                |
| ---- | -------------------------------------- | ------------------------------------------- |
| 藍23 | 安平工業區－海尾－九塊厝               | 安南國中－海東國小                          |
| 藍24 | 安平工業區－土城子－青草里             | 安南國中－海東國小 土城子－聖母廟（安中路） |
| 藍25 | 佳里－七股－南台灣創新園區（僅供預約） | 聖母廟（安中路）－土城子                    |